# 勒内·阿德勒
勒内·阿德勒（德語：René Adler，1985年1月15日—），德国足球运动员，司職門將。

## 生平
勒内·阿德勒早年出身於小型球會，早在青年時代已經效力利華古遜。他於2007年2月25日起首次在聯賽上陣，對賽史浩克04。2008年時他獲得德甲最佳守門員名銜，因而入選國家隊出戰2008年歐洲國家盃。他首次代表德國國家隊出場是在2008年10月11日，對俄羅斯的2010年世界杯預選賽。
翌年，隨著退出國家隊和副選門將離世，勒内·阿德勒成為德國隊的一號門將。然而，由於肋骨受傷的關係，他在2010年5月宣佈無法代表祖國參與同年舉行的世界盃。

## 資料來源
1. ↑  .   [2010-05-05]. （原始内容存档于2019-07-21）.